# Карнелл, Брэдли
Брэдли Нил Карнелл (англ. Bradley Neil Carnell; род. 21 января 1977, Йоханнесбург, Трансвааль) — южноафриканский футбольный тренер, ранее — футболист, игравший на позиции защитника. Работал футбольным аналитиком в ЮАР.

## Клубная карьера

### Начало карьеры
Профессиональную карьеру начинал в 1993 году в команде Витватерсрандского университета. В 1997 году перешёл в клуб из родного города «Кайзер Чифс».

### Германия
С 1998 по 2003 год выступал за «Штутгарт», где в сезоне 2002/03 стал вице-чемпионом Германии. В «Боруссии» (Мёнхенгладбах) Карнелл не закрепился как основной игрок: 18 матчей в первом сезоне и 6 — во втором. В январе 2005 года перешёл в клуб из Второй Бундеслиги «Карлсруэ». В сезоне 2006/07 помог клубу занять первое место во втором дивизионе и выйти в Бундеслигу. Из-за травм в двух следующих сезонах принял участие в 28 матчах. После того как клуб в сезоне 2008/09 вылетел во Вторую Бундеслигу, Карнелл в июле 2009 года перешёл в «Ганзу». Но в том единственном сезоне за «Росток» Брэдли не смог помочь клубу избежать вылета в Третью лигу.

### «Суперспорт Юнайтед»
13 июля 2010 года Карнелл вернулся в ЮАР в «Суперспорт Юнайтед». 27 августа 2011 года он объявил о завершении карьеры футболиста.

## Карьера за сборную
Карнелл зарекомендовал себя для национальной сборной ЮАР, когда был игроком «Штутгарта». Был включён в состав сборной на Кубок африканских наций 2002 в Мали и чемпионат мира 2002 в Южной Корее и Японии. Всего за 13 лет Карнелл сыграл в 42 матчах сборной.

## Тренерская карьера
28 марта 2017 года Карнелл вошёл в тренерский штаб клуба MLS «Нью-Йорк Ред Буллз» в качестве ассистента главного тренера Джесси Марша. После ухода Марша ассистировал сменившему его Крису Армасу. После увольнения Армаса, 5 сентября 2020 года, Карнеллу было поручено исполнять обязанности главного тренера. После назначения Герхарда Штрубера Карнелл вернулся на позицию ассистента.
5 января 2022 года было объявлено, что Карнелл станет первым главным тренером будущего клуба MLS «Сент-Луис Сити», вступающего в лигу в сезоне 2023. Под его руководством клуб в своём дебютном сезоне, одержав 17 побед и пять раз сыграв вничью в 34-х матчах, набрал 56 очков и занял первое место в Западной конференции, за что он номинировался на звание тренера года в MLS. 31 января 2024 года Карнелл продлил контракт с «Сент-Луис Сити». 1 июля 2024 года Карнелл был уволен из «Сент-Луис Сити» после безвыигрышной серии из девяти матчей.

### Статистика тренера
| Команда                    | С               | До             | Результат | Результат | Результат | Результат | Результат |
| Команда                    | С               | До             | И         | В         | Н         | П         | Поб, %    |
| -------------------------- | --------------- | -------------- | --------- | --------- | --------- | --------- | --------- |
| Нью-Йорк Ред Буллз (и. о.) | 5 сентября 2020 | 19 ноября 2020 | 14        | 6         | 3         | 5         | 042,86    |
| Сент-Луис Сити             | 5 января 2022   | 1 июля 2024    | 62        | 22        | 15        | 25        | 035,48    |
| Итог                       | Итог            | Итог           | 76        | 28        | 18        | 30        | 036,84    |

## Достижения

### «Штутгарт»
- Обладатель Кубка Интертото: 2000, 2002